# Mark Aitchison Young
Mark Aitchison Young GCMG (ur. 30 czerwca 1886 w Indiach Brytyjskich, zm. 12 maja 1974 w Winchesterze), – brytyjski urzędnik służb kolonialnych, polityk i dyplomata.

## Życiorys

### Dzieciństwo i młodość
Urodził się w Indiach Brytyjskich w rodzinie brytyjskich urzędników kolonialnych. W młodości został wysłany do Anglii, gdzie ukończył jedną z najstarszych angielskich szkół męskich Eton College w Eton. Następnie uczęszczał do kolegium King’s College w University of Cambridge. Uzyskał dyplom z wyróżnieniem z literatury klasycznej.
Poślubił Mary Josephine. Mieli czworo dzieci.

### Kariera zawodowa
W 1909 rozpoczął służbę cywilną od pracy w administracji kolonialnej Cejlonu. Podczas I wojny światowej od 1915 służył w British Army w Brygadzie Strzelców. Po wojnie powrócił do administracji na Cejlonie.
W latach 1923–1928 był głównym asystentem sekretarza kolonii Cejlonu. W latach 1928–1930 był sekretarzem kolonii Sierra Leone, a w latach 1930-1933 Był głównym sekretarzem Rządu Mandatu Palestyny. W dniach od 1 listopada do 20 listopada 1931 był pełniącym obowiązki wysokiego komisarza Palestyny. Od 5 sierpnia 1933 do marca 1938 był gubernatorem Barbadosu. Od listopada 1937 do lutego 1938 pełnił funkcje w rządzie Trynidadu i Tobago. Następnie w latach 1938-1941 był gubernatorem Tanganiki.
W 1941 objął urząd gubernatora Hongkongu. Jego kadencja zbiegła się z II wojną światową na Pacyfiku. Po osiemnastu dniach oblężenia, 25 grudnia 1941 Young poddał miasto i wyspę japońskiej armii. Przez trzy lata był jeńcem wojennym. Razem z grupą wysokich rangą alianckich jeńców przeszedł kolejne obozy jenieckie w Szanghaju, na Tajwanie, w Japonii, a następnie w Mandżukuo, gdzie został wyzwolony. Po wojnie leczył się w Anglii, i w dniu 1 maja 1946 wznowił swoje obowiązku gubernatora Hongkongu (do 1947).

### Późniejsza działalność
Powrócił do Anglii i zamieszkał w Winchesterze. Zmarł w 1974.

## Odznaczenia
- Kawaler Orderu św. Michała i św. Jerzego (1931)
- Rycerz Komandor Orderu św. Michała i św. Jerzego (1934)
- Rycerz Wielkiego Krzyża Orderu św. Michała i św. Jerzego (1946)